# I. Miklós pápa
I. Miklós vagy Nagy Szent Miklós (latinul: Nicolaus), (819?, Róma – 867. november 13., Róma) 106. pápaként vehette át Szent Péter egyházának vezetését 858. április 24-én. A középkor egyik legnagyobb hatású keresztény vezetője volt, aki megbolygatta az egész kontinens politikai és egyházi életét. Császári támogatással került hivatalába, annak elsőbbségét mégsem ismerte el soha, és ellentét is támadt az udvar és a Szentszék között. A romlásnak indult keresztény erkölcsök védelmezőjeként lépett fel, makacsul védelmezte a házasság szentségét, és határozottan közbelépett az elvilágiasodott püspökök és egyházi méltóságok túlkapásai esetén. Gyakran úgy emlékeznek meg róla, mint aki Rómához kötötte a nyugati egyházat. A keleti egyházakkal megromlott a pápa kapcsolata, olyannyira hogy 863-ban egyházszakadásra is sor került.

## Élete

### Pályája kezdetén
Hozzávetőlegesen 820-ban született Rómában. A város egyik legelőkelőbb családjában látta meg a napvilágot, hiszen apja az örök város defensora, vagyis a honvédelemre utasított katonák vezetője volt, s Theodornak hívták. A jómódú származásnak köszönhette elsőrangú neveltetését, és mivel a középkorban a klérus tagjai tanítottak, hamar közel került az egyházhoz. Sokat tanulmányozta a Bibliát, és lassan elkötelezte magát az Úrnak. II. Szergiusz pápa pontifikátusa alatt igen fiatalon, már huszonévesen szubdiakónusi rangot kapott, majd IV. Leó pápa diakónussá szentelte fel. A buzgó hitéről ismert egyházfit egész Róma ismerte, hiszen gyakran adott alamizsnát a szegényeknek, és a nemességgel családi származása miatt jóban volt. Ebből a kapcsolatból eredeztethető, hogy Ifjabb Lajos császárral kiváló kapcsolatban állt.

858. április 7-én meghalt III. Benedek pápa. Az esemény után összeült római zsinatra igyekezett II. Lajos is, hogy a választást kedve szerint befolyásolja. Miklósnak nagy népszerűsége volt, ezért április 24-én a zsinat kisebb vita után megválasztotta a keresztény egyház élére. Még aznap hivatalába iktatták a császár jelenlétében, és este bált is rendeztek a pápai palotában egyrészt Miklós tiszteletére, másrészt Lajos távozására.

### A pápai primátus nyugaton
Miklós olyan időszakban lépett trónra, amikor a középkori keresztény világ első nagy válságát élte. Európa határain pogány népek gyülekeztek, keletről és északról heves támadások tizedelték a híveket, a hittérítések pedig csak lassan haladtak. Ráadásul a pápai hatalom is meggyengült az utóbbi években. Az uralkodók kedvük szerint alakították országuk egyházi méltóságait, és az érsekek, püspökök egyre önállóbb és egyre világiasabb „uralkodásra” vágytak. Miklós meg akarta reformálni az egyházat, és rendet akart tenni a fejetlen célját elhagyó egyházmegyékben. 

Elsőként Ravenna érsekét, Jánost hívatta Rómába, hogy az ott adjon számot tetteiről. János Itália-szerte ismert volt túlkapásairól és kegyetlenségéről. Elnyomta a pápai patrimóniumokon élőket, segédpüspökeivel erőszakosan bánt, és mind nagyobb összegeket követelt tőlük. A pápai követeket elűzte, és gyakran kedve szerint börtönbe vettetett papokat. Miklós háromszor is üzent neki, hogy jelenjen meg a Lateránban, de János különböző dokumentumok hamisításával kivédte a pápa követelését. Ekkor a pápa úgy döntött, hogy kiátkozza Jánost az egyházból. Ez megrémítette az érseket, hiszen ez azt jelentette, hogy nincsen már hatalma egyházmegyéje felett, ezért II. Lajos udvarába, Paviába ment, hogy onnan kérjen segítséget. Két császári követtel érkezett meg Rómába, ahol Miklós a római zsinat elé idézte be 860 őszén. János ugyan bírta a császári támogatást, mégsem érezte magát elég erősnek a megmérettetéshez, ezért elmenekült Rómából. Miklós személyesen utazott el Ravennába, ahol Jánost kérdőre vonta. Minden jogtalan cselekedetét helyre hozta, és feltétlen engedelmességet követelt az érsektől. János ismét Lajoshoz fordult segítségért, de a császár is a pápa oldalára állt. 861 novemberében a római zsinat előtt János esküt tett a Szentszékre, és ezzel restaurálták ravennai hivatalába.

De nem csak büntetnie kellett Miklósnak. Nagy buzgalommal támogatta az északi népek térítését. Beleegyezett abba, hogy a brémai és a hamburgi egyházmegyéket összeolvasszák, ennek élére Szent Ansgar kerülhetett, aki a dánok, svédek és az északi szláv népek térítésével volt megbízva.
Reims érsekével, Hinkmarral is többször meggyűlt a baja az egyházfőnek. A 861-es Soissons-i zsinat döntései ellen az egyházmegye egyik püspöke, Rothad fellebbezést nyújtott be Rómának. De Hinkmar nem akarta elismerni a pápai primátust a kérdés eldöntésében, ezért a levelet nem engedte el Rómáig. A hír valahogyan mégis Miklós fülébe jutott, és hamar Hinkmarnak is esküt kellett tennie a pápai primátus elfogadására. 

Ezen kívül Trier és Köln érsekeit is meg kellett reguláznia a nagy pápának. Günther kölni és Thietgaud trieri érsek ugyanis Miklós döntésével ellenkezve szentesítették II. Lothár Lotaringia királyának újranősülését. A pápa ezen érsekeket is kiátkozta, és helyüket hithű emberekkel töltötte be.

#### 863, a zsinat éve
Pontifikátusának közepén, 863-ban Miklós több ügyet is le akart zárni. A több egyházi kérdést ezért egy nagyobb római zsinat előtt szerette volna megtárgyalni, így ezen év októberében összehívta egyházának gyűlését. Ekkor végleg pont került az Apostoli Szentszék és az egyházmegyék vezetői között dúló vitára. Miklósnak sikerült elismertetnie hatalmát a nyugati világ minden érseke és püspöke felett. Ezen a zsinaton átkozta ki Trier, Köln, Bergamo és Ravenna érsekeit. János, ravennai érseket immár másodszor és véglegesen, mert Trier és Köln érsekeivel Miklós ellen lázadást terveztek.
A zsinaton Miklós újra a házasság szentségét hirdette, amivel haragra keltette Lothárt. A 863-as gyűlésnek azonban volt még egy fontos passzusa. Miklós az egész egyházban hirdette Róma elsőbbségét, és ezért hamar szembe került Konstantinápollyal. Ráadásul a pátriárka trónját akkoriban törvénytelenül bitorolták, és ezért Miklós kiközösítette a keresztény egyházból a konstantinápolyi pátriárkát. Ennek a zsinatnak a következményei meghatározták Miklós pontifikátusának hátralevő részét.

### A házasság szentsége
Pontifikátusának egyik sarkalatos pontja volt, hogy az elzüllött keresztény erkölcsöket helyreállítsa. Ezért is védte olyan nagy hévvel a házasság szentségét. Miklós először egy Ingiltrud nevű grófnővel szemben lépett fel. Boso gróf felesége ugyanis el akarta hagyni férjét, és szeretőjét kívánta élete párjának. A pápa értesítette a Kopasz Károly birodalmában élő püspökeit, hogy üzenjék meg Ingiltrudnak, ha nem tér vissza, férjével ki fogják közösíteni az egyházból. A grófnő tudomást sem vett Miklós fenyegetéséről, így a 860-as milánói zsinaton kiátkozták a „becstelen” nőszemélyt.
Miklós legnagyobb harcát mégis II. Lothár király ellen vívta meg. A lotaringiai uralkodó ugyanis elhagyta törvényes feleségét, Theutbergát, és szeretőjét, Waldradát akarta nőül venni. 862. április 28-án Aachenben összeült a birodalmi klérus, és mivel nem voltak tisztában döntésük súlyával, beleegyeztek Lothár újranősülésébe. A pápa ezt nem akarta elfogadni, ezért követeket küldött Lothár udvarába. De a legátust lefizették, ezért aztán a 863 júniusában tartott metzi zsinaton a követek is megerősítették a király válását és éltették az új frigyet. Miklós ezután úgy döntött, hogy Lothár ügyét saját bírósága elé hozatja, és ott mond ítéletet. A lefizetésért felelős két királyhű érseket, a trieri és kölni érseket 863-ban kiátkozta, és ezzel fenyegette meg a klérus azon tagjait is, akik hajlandóak lettek volna összeadni a királyi párt. II. Lajos a két érsek ügyében fordult Miklóshoz, de Lothárt annyira dühítette a pápa döntése, hogy seregével az örök városba vonult, majd megostromolta azt, és a pápát két napig a Szent Péter-bazilikába zárta. Miklós nem engedett elveiből, és végül sikerült kibékülniük Lothárral. A házasság felbontásától végül elállt a király, de gyakorlatilag szeretőjével élt. Lajos pedig visszaparancsolta a két kiközösített érseket, és a pápának tett feltétlen esküjük mellett visszakaphatták hivatalukat.

### Bizánci vita
Uralkodásának sikertelen fejezetei Bizánccal, a bolgárok és a morvákkal voltak kapcsolatosak. 857-ben III. Mikhaél bizánci császár megfosztotta hivatalától a konstantinápolyi pátriárkát, Ignatioszt, mert szerinte megsértette az egyházi törvényeket. A pápa támogatását is élvező Ignatiosz helyére a császár egyik jelöltje, Phótiosz került törvénytelenül. Miklós már korábban sem volt népszerű az udvarban, hiszen Róma elsőbbségét erőltette, de most nem akarta elfogadni a pátriárkát. 863-ban ki is átkozta Phótioszt az egyházból, és megfosztotta papi méltóságától. Válaszul 867-ben a pátriárka is összehívott egy zsinatot, amelyen Miklóst átkozták ki, és őt fosztották meg hivatalától. Ezzel teljessé vált az egyházszakadás, amelynek csak Phótiosz halálával lett vége 891-ben. A bizánci ellentéteket tovább feszítette, hogy a pápa nem volt hajlandó elismerni a bizánci rítusú szertartást, csak a latin liturgiát fogadta el.
Bonyolította a helyzetet, hogy Rasztiszláv, a Morva Fejedelemség ura is ekkor szerette volna egyházát függetleníteni a Regensburgi Püspökségtől. Rasztiszláv közvetlenül a pápa alá tartozó morva püspökség felállítását kérte Miklóstól. A pápa azonban elutasította kérését, mivel nem akarta megzavarni a formálódó bolgár–frank szövetséget, ami valószínűleg már 862-ben létre is jött, bár hivatalosan csak 864-ben hirdették ki. Rasztiszláv válaszul a bolgárok ellenségéhez, Bizánchoz fordult. 861-ben szövetkezett Német Lajos lázadó fiával, Karlmannal is. Egyes történészek ezzel hozzák összefüggsébe Pribina mosaburgi comes halálát, akit a morvák öltek meg. 863-ban pedig a bizánciak döntő győzelmet arattak az arabokon, így teljes erejükkel a bolgárok ellen fordulhattak, ahol az éppen dúló éhínség miattBorisz kán nem tudott kellő ellenállást kifejteni, és súlyos vereséget szenvedett Bizánctól.  A bizánci császár meg akarta előzni a római térítést, ezért a békekötés fejében a bolgároktól az áttérést követelte. A vereség hatására Borisz görög térítők által 864-ben megkeresztelkedett, azonban valószínűleg szeretett volna saját patriarchátust. Ezt a kérését Phótiosz pátriárka nem teljesítette, sőt a püspökök kinevezésének jogát is fenntartották maguknak. Ezért Borisz 866-ban követeket küldött Rómába. A legátus 106 kérdést adott át Miklósnak, amelyekben Borisz kán a helyes keresztény uralkodáshoz és élethez kér tanácsot. A pápa nagyon megörült a levélnek, és megírta fennmaradt levelét, a Responsa Nicolai ad consulta Bulgarorumot, amelyben nézeteit írja meg az ifjú uralkodónak. A levelet Formózusz püspökkel küldte el 867-ben, és a püspök azt a megbízást kapta Miklóstól, hogy térítse meg Rómának a bolgárokat. Róma sem teljesítette Borisz patriarchátusra vonatkozó kérését, sőt késlekedett az első püspök kinevezésével is. Borisz 867-ben erre újra Bizánchoz fordult, miután ott ekkor I. Baszileiosz lett a császár, aki újra Ignatioszt nevezte ki konstantinápolyi pátriárkává. Ignatiosz okult Phótiosz hibás döntéséből, és azonnal elküldte Borisznak az első bolgár metropolitát, Józsefet, aki alá 10 püspökséget rendelt. Így Bulgária végül az ortodox keresztséget vette fel. 
A nagy pápa több templomot és szent helyet is építtetett vagy felújíttatott, és uralkodása során mindig a vallásos életet tartotta szeme előtt. Megerősítette az egyház szervezetét, és sokat tett azért, hogy a keresztény erkölcsök ismét helyükre rázódjanak. 867. november 13-án halt meg. Szentté avatták, ünnepét halála napján tartják.

## Művei
- Documenta Catholica Omnia (latin nyelven). (Hozzáférés: 2011. december 6.)